# Parhexapodibius lagrecai
Parhexapodibius lagrecai är en djurart som tillhör fylumet trögkrypare, och som först beskrevs av Maria Grazia Binda och Giovanni Pilato 1969.  Parhexapodibius lagrecai ingår i släktet Parhexapodibius och familjen Calohypsibiidae. Inga underarter finns listade i Catalogue of Life.